# Simone Olivero
Simone Olivero (Savigliano, 29 april 2001) is een Italiaans voormalig wielrenner.

## Carrière
In 2022 maakte Olivero in de Trofeo Laigueglia zijn debuut voor Team Corratec. Later dat jaar nam hij deel aan onder meer de Internationale Wielerweek en de Maryland Cycling Classic. Omdat zijn ploeg in 2023 een stap hogerop deed, werd Olivero dat jaar prof. In maart van dat jaar startte hij in Milaan-Turijn.

## Resultaten in voornaamste wedstrijden
|      | \| Jaar \| Ronde van Lombardije \| \| ---- \| -------------------- \| \| 2024 \| opgave \| |
| Jaar | Ronde van Lombardije                                                                       |
| 2024 | opgave                                                                                     |

## Ploegen
- 2022 –  Team Corratec
- 2023 –  Team Corratec-Selle Italia[a]
- 2024 –  Team Corratec-Vini Fantini

Amella · Baldaccini · Barać · Conti · Dalla Valle · Gandin · Iacchi · Konychev · Masotto · Murgano · Olivero · Ponomar (vanaf 10/8) · Quarterman · Quartucci · Stojnić · Stöckli · Tivani · Vacek · van Empel · Viviani · Zambelli · Darbellay (stagiair) · Debons (stagiair) · Tsarenko (stagiair)
Amella · Baldaccini · Balmer (vanaf 14/5) · Bonifazio · Conti · Darbellay · Debons · Carlos González (vanaf 31/3) · Iacchi · Mareczko · Masotto · Monaco · Murgano · Olivero · Padoen · Ponomar · Samudio (vanaf 1/8) · Quartucci · Sbaragli · Stewart · Stöckli · Tsarenko · van Empel · Viviani · Zambelli · Bögli (stagiair) · Parravano (stagiair) · Tissières (stagiair)